# にしだあつこ
にしだ あつこ（本名：西田 敦子（読み方同じ））は、日本の女性グラフィックデザイナー・イラストレーター。元ゲームフリーク所属。一般的にピカチュウをデザインした人物として知られる。

## 来歴
学生時代は趣味で絵を描く程度で、就職するにあたり、ゲームが大好きでドット絵を描くのが好きになったことからゲーム開発の仕事をする決心を持った。
入った当初はイラストとは無縁の仕事だったがドット絵を描く気持ちが高まった事から志願するようになった。最初は楽しかったが莫大な量のドット絵のノルマに圧倒され、大きな10円ハゲが出来てしまった。
ドット絵の需要がなくなり、デザインとイラストの仕事にシフトすることになった。
『ポケットモンスター』シリーズのキャラクターデザイナーの1人。知人の紹介によって、ゲームフリークに森本茂樹や藤原基史よりも1年遅れて入社してきた。入社前は別のメーカーでグラフィッカー、デザイナーとしての経験を積んでいた。
ゲームフリーク社員として初代ポケットモンスターのデザインに携わり、他のデザイナーやプランナーと話し合う中で「ピカチュウ」を考案し、「ピカチュウ」の名付け親でもある。ただ当初はリスをモチーフにしたポケモンで、「チュウ」は響きでなんとなく足したものであり、それを田尻智が後付けで「ねずみポケモン」とした。後にフシギダネ・ヒトカゲ・ゼニガメのデザインも担当した。
現在はゲームフリークを退社し、フリーランスとしてポケモンのキャラクターデザインやポケモンカードゲームのイラストを手がけている。その他、『ラグナロクオンライン』、企業キャラクターなど、様々なジャンルのイラストやデザインを担当、多彩に活躍している。
ペンネームは最初、本名をそのまま使っていたが、後にひらがな表記へと改名した。

## 人物
人生で初めて書いたイラストは幼稚園の頃に書いたチューリップ。ひたすら描き続けたが形が癖になったという。
好きなイラストレーターは藤子・F・不二雄。背景は物作りにおいて色々影響を受け、キャラクターの伝わりやすさ、シンプルながらも記憶に残る造形として評価してる。
好きなゲームは複数存在したと言及するが特定のタイトルについては思い浮かばない。
イラストの仕事を歩まなかったら動物が好きと言う事で飼育係や農業等の動物に関する仕事をしてた。
ラム肉、うどん、ポップコーン、モロッコヨーグルが好き。

## 参加作品

### ゲーム
- パルスマン（1994年、グラフィックデザイナー）
- ポケットモンスターシリーズ（1996年 - 、キャラクターデザイナー）
- バザールでござーるのゲームでござーる（1996年、グラフィックデザイナー）
- グランディアII （2000年、キャロデザイン）
- グランディアエクストリーム （2002年、キャロデザイン）
- ラグナロクオンライン（2002年、日本メインイラストレーター）
- カルドセプト サーガ（2006年 、イラストレーター）
- もののけフィーバー（2012年 、キャラクター監修）
- ホームタウンストーリー（2013年 、キャラクターデザイナー）
- 聖塔神記 トリニティトリガー （2022年 、トリガー その他デザイン）

### テレビアニメ
- ポケットモンスター シリーズ（キャラクター原案）
  - ポケットモンスター（1998年 - 2002年）
  - ポケットモンスター アドバンスジェネレーション（2002年 - 2006年）
  - ポケットモンスター ダイヤモンド&パール（2006年 - 2010年）
  - ポケットモンスター ベストウイッシュ（2010年 - 2012年）
  - ポケットモンスター ベストウイッシュ シーズン2（2012年 - 2013年）
  - ポケットモンスター ベストウイッシュ シーズン2 エピソードN（2013年）
  - ポケットモンスター ベストウイッシュ シーズン2 デコロラアドベンチャー（2013年）
  - ポケットモンスター XY（2013年）
  - ポケットモンスター サン&ムーン（2016年）
  - ポケットモンスター（2019年 - ）

### キャラクターデザイン / ポケモン
- フシギダネ
- フシギソウ
- ヒトカゲ
- リザード
- リザードン
- メガリザードンX
- ゼニガメ
- カメール
- バタフリー
- ビードル
- コクーン
- スピアー
- ピカチュウ
- ライチュウ
- ライチュウ（アローラのすがた）
- ロコン
- ロコン（アローラのすがた）
- キュウコン
- キュウコン（アローラのすがた）
- ナゾノクサ
- クサイハナ
- ラフレシア
- キレイハナ
- ニョロゾ
- ニョロボン
- マダツボミ
- ウツドン
- ウツボット
- ポニータ
- ギャロップ
- ジュゴン
- トサキント
- アズマオウ
- イーブイ（キョダイマックスのすがた）
- シャワーズ
- ミニリュウ
- ハクリュー
- メリープ
- モココ
- デンリュウ
- メガデンリュウ
- マリル
- ハネッコ
- ポポッコ
- ワタッコ
- ヌオー
- エーフィ
- ブラッキー
- デルビル
- ヘルガー
- コロボーシ
- コロトック
- チェリンボ
- チェリム（ネガフォルム）
- チェリム（ポジフォルム）
- リーフィア
- グレイシア
- ムンナ
- ムシャーナ
- モンメン
- エルフーン
- チュリネ
- ドレディア
- マラカッチ
- ゾロア
- ゾロア（ヒスイのすがた）
- ゾロアーク
- ゾロアーク（ヒスイのすがた）
- チラーミィ
- チラチーノ
- ニャスパー
- ニャオニクス（オスのすがた）
- ニャオニクス（メスのすがた）
- ニンフィア
- バケッチャ
- バンプジン
- ディアンシー
- カリキリ
- ラランテス
- キュワワー
- マーシャドー
- ヒメンカ
- ワタシラガ
- マホミル
- マホイップ
- マホイップ（キョダイマックスのすがた）
- パモ
- パモット
- パーモット
- ズピカ
- ハラバリー
- ヒラヒナ

### キャラクターデザイン / その他
- ちゅーもん（猿楽庁イメージキャラクター）（2006年 - ）
- ミヤちゃん（大分県九重町PRマスコットキャラクター）（神奈川県横浜市磯子区PRマスコットキャラクター）（2011年 - ）
- 瀬戸のおひなめぐり　干支雛デザイン（2015年 - ）
- ウメニー（神奈川県横浜市磯子区ご当地キャラクター ）（2015年 - ）
- ララピー（ライフコーポレーションスーパーマーケット『ライフ』キャラクター）（2016年 - ）
- ロウル (株式会社DeNA川崎ブレイブサンダース) （2018年 - ）
- 福招き猫 29体 (愛知県瀬戸市) （2018年 - ）
- 瀬戸ノベルティ・こども創造館　きんぎょ キャラクターデザイン（2018年 - ）
- ぴこふぁん (福岡eスポーツ協会)（2018年 - ）
- は〜しゃ（会員制食堂84マスコットキャラクター）（2019年 - ）
- ながす羽衣琉金デザイン（熊本県長洲町）（2019年 - ）
- ほるにぃ (大分青年会議所PRマスコットキャラクター)（2020年 - ）
- ゆうりぃ (愛知県青少年会議キャラクター)（2020年 - ）
- はるちゃん と はくちゃん (春日大社にアマビエと白鹿のイラストを奉納) （2021年 - ）
- ローズキャット MIC(ミック)・NANA(ナナ)・RURU(ルル) （2022年 - ）
- からだっポン のうポン・しんぞうポン・はいポン （2023年）

### 展示 / その他
- ポケモンカードゲーム カードイラスト
- 雑誌キャラぱふぇ ポケモンといっしょ！(連載)
- 第19回　NHKハート展　出展 （2014年）
- 水の中の金平糖 出展 （2014年）
- 第17回 にっぽんの招き猫100人展（2015年）
- 熊本県長洲町　おひなさまときんぎょ展　装飾デザインやアート作品などプロデュース（2015年 - ）
- 薬師窯(鈴音印)　雛人形、招き猫などのデザイン（2016年 - ）
- ポケモンセンターオリジナルグッズ 干支置物 陶飾りシリーズ原型デザイン（2019年 - ）
- 奈良「春日大社」絵馬奉納　はるちゃん はくちゃん （2021年 - ）
- ローズキャット『にしだあつこ展』in AFRIKA ROSE &FLOWERS/AFRIKA ROSE 体験型アート展 （2022年 - ）